# Las Flores (comté de Tehama, Californie)
Pour les articles homonymes, voir Las Flores.
Las Flores est une census-designated place du comté de Tehama, dans l'État de Californie, aux États-Unis,. En 2020, elle compte une population de 190 habitants.